# Casamiento entre primos

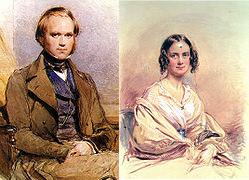
Charles Darwin y su esposa Emma eran primos carnales.

El matrimonio entre primos es un  matrimonio entre personas que poseen un abuelo en común o entre personas que comparten otro ancestro relativamente reciente. Distintas sociedades tienen diferentes posiciones con respecto a estas uniones. En algunas sociedades son considerados el tipo de unión ideal y como tales se los promueve, en otras sociedades estas uniones son poco comunes aunque aun legales, mientras que en otras regiones se las considera uniones incestuosas y están legalmente prohibidas. Aunque en la actualidad se encuentran estigmatizados en el mundo occidental, los casamientos entre primos son frecuentes en el mundo, donde en algunas naciones casi la mitad de todos los matrimonios son casamientos entre primos, por ejemplo Albania. A nivel mundial tres de cada diez casamientos se realizan entre primos hermanos o carnales (los padres son hermanos), segundos (los abuelos son hermanos) o terceros (los bisabuelos son hermanos).
Un tipo de casamiento entre primos que ha sido permitido en muchas culturas es el casamiento cruzado entre primos. Este tipo de casamiento era común en el pasado en las tribus aborígenes de América, Australia y Polinesia. Mientras que algunas religiones han llegado a prohibir el casamiento entre primos de grado seis o grado de parentesco más cercano, otras no ponen reparos al casamiento entre primos carnales. El casamiento entre primos es un tema importante analizado por la antropología y la teoría de la alianza.
Algunos que están a favor del casamiento entre primos en Occidente consideran a las prohibiciones legales una forma de discriminación, mientras que los opositores a veces apelan a argumentos morales o de otro tipo.
Incluso, muchos especulan que el casamiento entre primos, especialmente entre primos hermanos, puede conllevar el riesgo de que la descendencia pudiera tener taras o defectos congénitos, sin embargo, indican que las probabilidades de que los bebés de estos matrimonios vengan al mundo con problemas congénitos es un 1,7 % mayor que el de las parejas sin lazos sanguíneos y la tasa de mortalidad es un 4,4 % más elevada. No obstante, estas cifras son las mismas que se atribuyen a las mujeres que van a ser madres a partir de los 40 años

## Historia

Legislación sobre el matrimonio entre primos carnales en el mundo.
Matrimonio permitido entre primos carnales
Permitido con restricciones
Legalidad dependiente de la religión o la cultura
Prohibido con excepciones
El estatuto prohíbe el matrimonio, pero no es un delito
Delito penal
Sin datos

El profesor Robin Fox de la Universidad Rutgers, sostiene que es posible que el 80% de todos los casamientos en la historia de la humanidad puedan haber sido casamientos entre primos segundos o aún más cercanos. La población inicial de Homo sapiens era reducida, estimándose entre 700 y 10.000 individuos. Teniendo en cuenta la dispersión de población producto de la existencia de una vida de cazadores nómadas, una cierta proporción de endogamia era inevitable. La proporción de casamientos entre primos carnales en los Estados Unidos, Europa y otros países Occidentales tales como Brasil ha declinado desde el siglo XIX, aunque ya en esa época estas uniones no superaban el 3,63 por ciento de todas las uniones en Europa. En otras regiones, se promueve el casamiento entre primos: en el Medio Oriente, en algunos países se ha observado un aumento de la frecuencia de este tipo de uniones con respecto a la frecuencia en generaciones previas. Un estudio indica que la proporción de matrimonios entre primos entre musulmanes indios ha permanecido inalterada durante las últimas cuatro décadas.
A menudo el casamiento entre primos ha sido elegido para mantener intactos los valores culturales durante muchas generaciones y para conservar la riqueza familiar, a veces mediante ventajas relacionadas con la dote o excrex. Otras razones para los casamientos entre primos pueden ser proximidad geográfica, tradición, refuerzo de los lazos familiares, mantenimiento de la estructura familiar, o relaciones más estrechas entre la esposa y sus suegros. Muchos de estos tipos de casamientos son arreglados y facilitados por miembros de la familia extendida.

### Estados Unidos
El matrimonio entre primos fue legal en todos los estados anteriores a la Guerra de Secesión. Según el profesor de antropología de Kansas Martin Ottenheimer, los principales objetivos de las prohibiciones matrimoniales fueron mantener el orden social y defender la moral religiosa y salvaguardar la creación de descendencia sana. En efecto, autores como Noah Webster (1758-1843) y ministros tales como Felipe Milledoler (1775-1852) y Joshua McIlvaine ayudaron a sentar las bases de dichos puntos de vista mucho antes de 1860. Esto condujo a un cambio gradual en la preocupación por las uniones afines, de la unión entre un hombre y la hermana de su difunta esposa, a las uniones consanguíneas. Por la década de 1870, Lewis Henry Morgan (1818-1881) escribió sobre «las ventajas de matrimonios entre personas no relacionadas» y la necesidad de evitar «los males del matrimonio consanguíneo», lo cual permitiría «aumentar el vigor de la cría». Para muchos, incluido Morgan, el matrimonio entre primos, y más específicamente el matrimonio entre primos carnales, era un remanente de una etapa primitiva de la organización social humana. El mismo Morgan se había casado en 1851 con la hija de su tío materno.
En 1846 George N. Briggs Gobernador de Massachusetts nombró una comisión para estudiar "idiotas" en el estado, y este estudio identificó al matrimonio entre primos como uno de los factores responsable de la idiotez. En las dos décadas subsiguientes, numerosos informes (por ejemplo, uno del Asilo de Sordos y Mudos de Kentucky) aparecieron con conclusiones similares: el matrimonio entre primos a veces resultaba en sordera, ceguera, e idiotez. Tal vez el más importante fue el informe que el médico Samuel Merrifield Bemiss preparó para la Asociación Médica Estadounidense, en el que concluyó «que la multiplicación de la misma sangre mediante endogamia conduce fuera de toda duda a la depravación física y mental de los descendientes». Pese a que esta aseveración fue contradicha por otros estudios como los de George Darwin y Alan Huth en Inglaterra y Robert Newman, en Nueva York, las conclusiones del informe fueron ampliamente aceptadas.
Estos eventos hicieron que 13 estados y territorios aprobaran legislaciones prohibiendo el casamiento entre primos durante la década de 1880. Aunque contemporánea, el movimiento eugenésico no jugó ningún rol en estas prohibiciones. George Louis Arner en 1908 consideró que la prohibición era un método torpe e poco efectivo de eugenesia, que el consideraba eventualmente sería reemplazado por técnicas más refinadas. Ottenheimer considera que tanto las prohibiciones como la eugenesia son «algunas de varias reacciones ante el temor que la sociedad norteamericana pudiera degenerarse». Durante este periodo, hasta mediados de la década de 1920, la cantidad de prohibiciones se había más que duplicado. Desde entonces, los únicos dos estados que han adherido a esta prohibición han sido Kentucky (1943) y Texas desde 1985. Por unanimidad la ULC recomendó en 1970 que todas estas leyes fueran derogadas, pero desde mediados de la década de 1920 ningún estado ha derogado su prohibición.

### Europa
Únicamente Austria, Hungría, y España prohibieron los matrimonios entre primos durante el siglo XIX, sin embargo en los dos últimos países mencionados era posible solicitar dispensas de dicha prohibición y países como Suecia y Dinamarca buscan prohibirlo. Durante siglos el casamiento entre primos carnales fue bastante común en Europa, pero durante el siglo XIX esta práctica comenzó a caer en desuso cuando las personas y especialmente las mujeres comenzaron a tener mayor movilidad social. En 1875 George Darwin estimó que el matrimonio consanguíneo en Inglaterra representaba el 3,5 por ciento de los matrimonios en la clase media y el 4,5 por ciento de los matrimonios en la nobleza, aunque las cifras disminuyeron a valores inferiores al 1 por ciento durante el siglo XX. Un ejemplo destacado era el caso de la Reina Victoria y el Príncipe Alberto.
El debate académico que tuvo lugar durante el siglo XIX sobre el casamiento entre primos se desarrolló de manera diferente en Europa y en Estados Unidos. Los escritos de Arthur Mitchell, el vice-comisionado escocés para lunatismo, sosteniendo que el matrimonio entre primos tenía efectos dañinos sobre la descendencia contradecía en gran medida las posturas de investigadores tales como Alan Huth y George Darwin. En efecto, los propios datos de Mitchell no confirmaban sus hipótesis y posteriormente indicó que era posible que los peligros de la consanguinidad pudieran ser compensados en parte por unas condiciones de vida sana. Estudios posteriores realizados por George Darwin encontraron que los efectos eran mucho menores, lo cual se aproxima en gran medida a las estimaciones actuales. Inicialmente su padre, Charles Darwin, había especulado que era probable que el matrimonio entre primos pudiera representar riesgos importantes, pero tal vez teniendo en cuenta los trabajos de su hijo, estas ideas fueron omitidas en la última versión del libro en el que las había expresado. Cuando se analizó la conveniencia de incluir en el censo de 1871 una pregunta relacionada con el matrimonio entre primos, según George Darwin la misma fue descartada «entre risas de los parlamentarios, argumentando que no era el objetivo del censo satisfacer la curiosidad de los filósofos».
Anise Strong hace notar en Leyes de incesto y tabúes inexistentes en el Egipto romano que los casamientos entre primos carnales y casamientos incestuosos más cercanos (hermanas y hermanos) eran legales en la antigua Roma por lo menos desde la segunda guerra púnica (218-201 a. C.), hasta que fueron prohibidos en el 381 por el emperador cristiano Teodosio I en Occidente, y tras la muerte de Justiniano (565) en Oriente, pero que no es fácil estimar cual era la proporción de este tipo de uniones. El antropólogo Jack Goody expresó que el matrimonio entre primos era una práctica común en Roma, basado en los matrimonios de cuatro hijos del emperador Constantino con sus primas carnales y en lo que considera las dudas en cuanto a lo correcto de los escritos de Plutarco y Livio indicando la proscripción del matrimonio entre primos a principios de la República. Sin embargo los profesores Brent Shaw y Richard Saller, afirman lo contrario en un análisis mucho más detallado, indicando que los casamientos entre primos nunca fueron habituales o preferidos en el imperio occidental: por ejemplo, en una de las seis stemmata (genealogías) de los aristócratas romanos en los dos siglos posteriores a Octavio, de 33 matrimonios ninguno fue un matrimonio entre primos carnales o segundos. Shaw, Saller y Goody están de acuerdo que este tipo de matrimonios no llevaba aparejado un estigma social a finales de la República y principios del Imperio. Citan el ejemplo de Cicerón cuando ataca a Marco Antonio, quien se casó con la hija del hermano de su padre, y hacen notar que si Cicerón hubiera podido atacar a Marco Antonio utilizando este argumento con seguridad lo hubiera usado. El ataque en cambio estuvo exclusivamente orientado en contra del divorcio de Marco Antonio.
Shaw y Saller proponen en su tesis sobre la baja tasa de matrimonios entre primos que en la medida que familias provenientes de distintas regiones se incorporaban a la nobleza imperial romana, la exogamia era necesaria para acogerlos y evitar desestabilizar la estructura social romana. Sus datos sobre la base de información recogida en lápidas indican que en la mayoría del imperio occidental, los casamientos entre primos paralelos tampoco eran una práctica usual entre el pueblo. Hispania y la Nórica eran excepciones a esta regla, pero incluso allí los porcentajes no superaban el 10%. Además indican que dado que las propiedades pertenecientes a la nobleza por lo general se encontraban fragmentadas, el mantener los bienes en la familia no era un concepto que ofreciera ventajas significativas, comparado con adquirirlo mediante casamientos fuera del clan familiar. Jack Goody sostuvo que las primitivas reglas de casamiento cristiano imponían un cambio significativo con respecto a las normas previas para denegarle a los descendientes acceso a la riqueza y por lo tanto aumentar las probabilidades que aquellos con riquezas legaran sus propiedades a la Iglesia. Sin embargo, Shaw y Saller creen que las propiedades de los aristócratas sin herederos anteriormente pasaban al dominio del Emperador, y que la Iglesia meramente reemplazaba al Emperador. Su punto de vista es que las prohibiciones cristianas en contra del casamiento entre primos estaban más motivadas por razones ideológicas que por un deseo consciente de adquirir riqueza.
El árbol familiar de la familia Julio-Claudia muestra algunos ejemplos prominentes de matrimonios entre primos en la antigua Roma, como por ejemplo el casamiento de la hija de Octavio Augusto con el hijo de la hermana de Octaviano. Marco Aurelio también contrajo matrimonio con Faustina la Menor su prima carnal por lado materno, y tuvieron 13 hijos. El casamiento entre primos era más frecuente en la antigua Grecia, allí inclusive estaban permitidos los casamientos entre tío y sobrina. Un ejemplo de ello es el rey Leónidas I de Esparta, quien se casó con su media sobrina. Cuando una mujer griega se convertía en epiclera, o heredera sin hermanos, si es que ella no estaba casada y había dado a luz un descendiente masculino, estaba obligada a casarse con el hombre con parentesco más cercano por su rama paterna. El primero en la línea para casarse con ella era o bien un hermano de su padre o sus hijos, seguidos por los hijos de las hermanas del padre. Según Goody, el casamiento entre primos estaba permitido en la Irlanda cristiana y presumiblemente también en la Irlanda precristiana, donde una heredera estaba obligada a casarse con un primo por rama paterna. A partir del siglo VII la iglesia irlandesa declaró relaciones prohibidas las entre parientes con grado de parentesco cuatro o menor, y la ley civil inclusive menos. Esta posición perduró hasta luego de las conquistas normandas en el siglo XI y el sínodo en Cashel en 1101. En cambio, la ley inglesa contemporánea estaba basada en una política oficial católica, y a menudo la clerecía anglo-normanda se manifestaba disgustada con la "ley de fornicación" irlandesa. Finalmente, Edward Westermarck afirma que el casamiento entre los antiguos teutones aparentemente estaba prohibido solo en las líneas ascendentes y descendentes y entre hermanos. El casamiento con primos carnales también era frecuente entre los italianos del sur, en efecto a comienzos del siglo XX en las zonas rurales de Sicilia los casamientos entre primos representaban casi el 50% del total.

### Oriente Próximo y Medio
El casamiento entre primos ha sido permitido en el Medio Oriente a lo largo de toda la historia registrada. Los antropólogos han debatido sobre el significado de la práctica; algunos la consideran una parte esencial del sistema de parentescos del Medio Oriente mientras que otros hacen notar que las relaciones de matrimonios entre primos han variado de manera notable entre diferentes comunidades del Medio Oriente. Existe muy escasa evidencia numérica sobre cuales fueron las relaciones de matrimonios entre primos en el pasado.
Raphael Patai indica que en la zona central de Arabia no parece haya habido un relajamiento del derecho de un hombre sobre la hija de su hermano en los cien años anteriores a sus investigaciones realizadas en 1962. En este caso la joven no es obligada a casarse con su ibn 'amm pero no puede casarse con otra persona a menos que él de su consentimiento. La fuerza de la costumbre se puede observar en un caso ocurrido en Jordania cuando el padre arregló el casamiento de su hija con una persona de afuera del clan sin solicitar el consentimiento del ibn 'amm. Cuando la procesión matrimonial con la novia se dirigía a la casa del novio, apareció de improviso el ibn 'amm, atrapó a la joven, y la obligó a meterse en la casa de él. Todos consideraron que este proceder correspondía a un casamiento de acuerdo a la ley. Tradicionalmente en Irak se ha respetado el derecho del primo, y una joven que rompe la regla sin el consentimiento del ibn 'amm puede terminar asesinada por él. Se ha estimado que durante el siglo XIX en la ciudad Siria de Alepo la relación de matrimonios entre primos entre los miembros de la élite alcanza el 24%, un número con grandes variaciones: mientras que algunas familias destacadas contabilizaban uno o ningún matrimonio entre primos, en otras el 70% de los matrimonios eran entre primos. Los matrimonios entre primos eran más frecuentes en familias de comerciantes, y familias tradicionales con poder.